# Święta Blezylla
Święta Blezylla, również: Blaesilla, Blesilla (ur. ok. 363 w Rzymie, zm. 383 tamże) - najstarsza córka św. Pauli Rzymianki i siostra św. Eustochii, uczennica św. Hieronima, uznawana za świętą przez Kościół katolicki.
O jej życiu wiadomo z listów św. Hieronima ze Strydonu do św. Pauli. 
Wyszła za mąż w wieku 19 lub 20 lat za Furiusza, syna Titiana. Owdowiała po zaledwie siedmiu miesiącach małżeństwa. Pod wpływem św. Hieronima, razem z matką i siostrą zaczęła wieść życie pobożne i ascetyczne podejmując studia nad Biblią. Jej szczerość w modlitwie i intelekt chwalił św. Hieronim,  uznając, że Blezylla znała grekę, a języka hebrajskiego nauczyła się szybciej niż Orygenes. Jednakże prawdopodobnie zbyt surowe reguły ascezy wywołały u niej chorobę i wkrótce, po ok. czterech miesiącach, zmarła.
W Martyrologium Rzymskim św. Blezylla została umieszczona pod dniem 22 stycznia.
Jest patronką młodych panien i wdów.